# Новоугловський
Новоугло́вський (рос. Новоугловский) — селище у складі Угловського району Алтайського краю, Росія. Входить до складу Угловської сільської ради.

## Населення
Населення — 282 особи (2010; 314 у 2002).
Національний склад (станом на 2002 рік):
- росіяни — 96 %